# Chamba (Distrikt)
Der Distrikt Chamba (Hindi: चंबा जिला) ist ein Distrikt im indischen Bundesstaat Himachal Pradesh. Sitz der Distriktverwaltung ist die im vom Ravi durchflossenen Chambatal gelegene Stadt Chamba.

## Geographie
Der Distrikt Chamba liegt im Nordwesten Himachal Pradeshs am Fuße des Himalaya und wird (im Uhrzeigersinn) von Jammu und Kashmir (westlich und nördlich), Ladakh, Lahaul und Bara Bangahal (östlich) sowie Kangra und Gurdaspur (südlich) umschlossen. Der Distrikt hat eine Fläche von 6522 Quadratkilometern und 519.080 Einwohner (Volkszählung 2011).

## Verwaltungsgliederung
Der Distrikt Chamba ist in 6 Sub-Divisionen (Chamba, Dalhousie, Tissa, Chowari, Bharmour, Pangi), 7 Tehsils (Chamba, Dalhousie, Tissa, Chowari, Bharmour, Pangi, Salooni), 3 Sub-Tehsils (Bhalei, Sihunta, Holi), 7 Development Blocks (Chamba, Mehla, Tissa, Bhattiyat, Bharmour, Pangi, Salooni), 270
Panchayats und 1591 Dörfern gegliedert.

## Geschichte
Chamba ist seit dem 6. Jahrhundert als Staatsgebilde bezeugt. Das Fürstentum Chamba stand zeitweilig unter der Oberhoheit von Kashmir, dann der Großmoguln. Nach dem Ersten Sikh-Krieg kam es zunächst unter die Oberhoheit von Jammu, 1846–1947 war es ein Fürstenstaat unter britischer Oberhoheit. Nach der indischen Unabhängigkeit wurde Chamba zu einem Distrikt des Bundesstaates Himachal Pradesh.

Tempelkomplex in Chamba

Die Hauptstadt Chamba ist ein kulturelles Zentrum Nordindiens mit bedeutenden Tempelanlagen und einer auch heute noch lebendigen Tradition in Malerei und Bronzeskulpturen. Dalhousie ist eine der ehemaligen „Hill Stations“ der Briten und auch heute noch bedeutendes Touristenziel. Der Bergort Bharmour mit Tempelanlagen aus dem 8. Jahrhundert ist Ausgangspunkt zur hinduistischen Pilgerfahrt zum Manimahesh Kailash, einem der Wohnsitze des hinduistischen Hauptgottes Shiva, neben dem Kinner Kailash in Kinnaur und dem Kailash (Kang Rinpoche) im Westen Tibets. Die Region Bharmour wird deshalb auch Dev Bhumi, „Land Gottes“, genannt.